# Orient (Illinois)
Pour les articles homonymes, voir Orient.
Orient est une ville du comté de Franklin, dans l'Illinois, aux États-Unis. Elle est incorporée le 11 septembre 1917.
Lors du recensement de 2010, la ville comptait une population de 358 habitants.

## Source de la traduction
- (en) Cet article est partiellement ou en totalité issu de l’article de Wikipédia en anglais intitulé « Orient, Illinois » (voir la liste des auteurs).